# Atrometoides winkleri
Atrometoides winkleri là một loài tò vò trong họ Ichneumonidae.